# Estadio Tengiz Burjanadze
El Estadio Tengiz Burjanadze es un estadio multiuso ubicado en la ciudad de Gori, Georgia. Se utiliza principalmente para partidos de fútbol y es el estadio del FC Dila Gori. El estadio tiene una capacidad para albergar a 5000 personas.
Lleva el nombre del exfutbolista Soviético de origen georgiano Tengiz Burjanadze.

## Galería

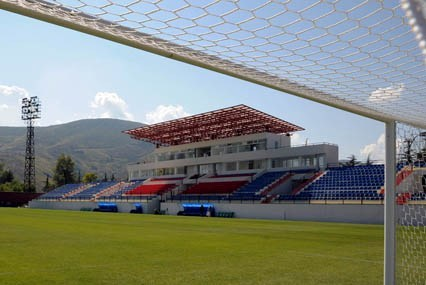
West Stand
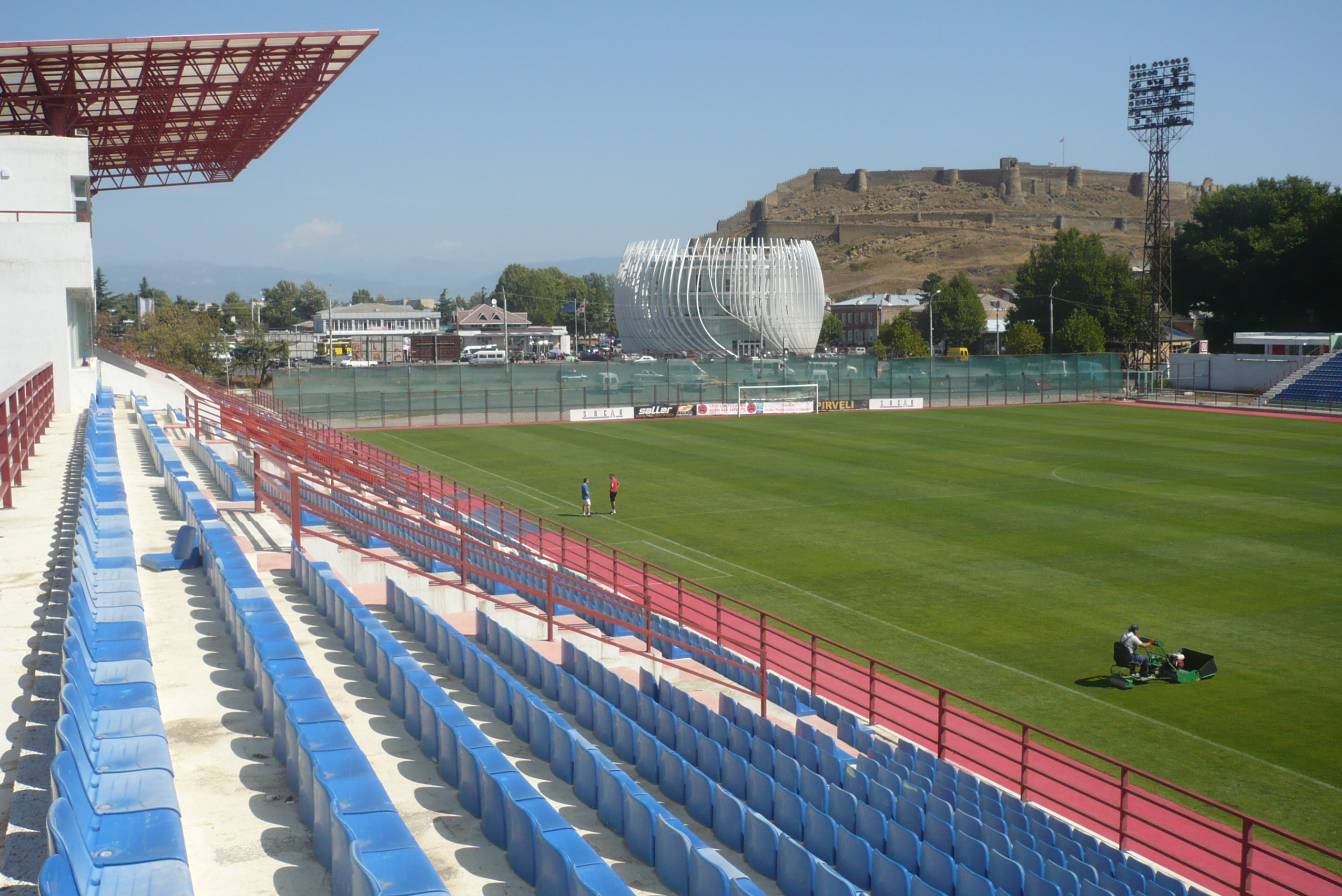
West Stand
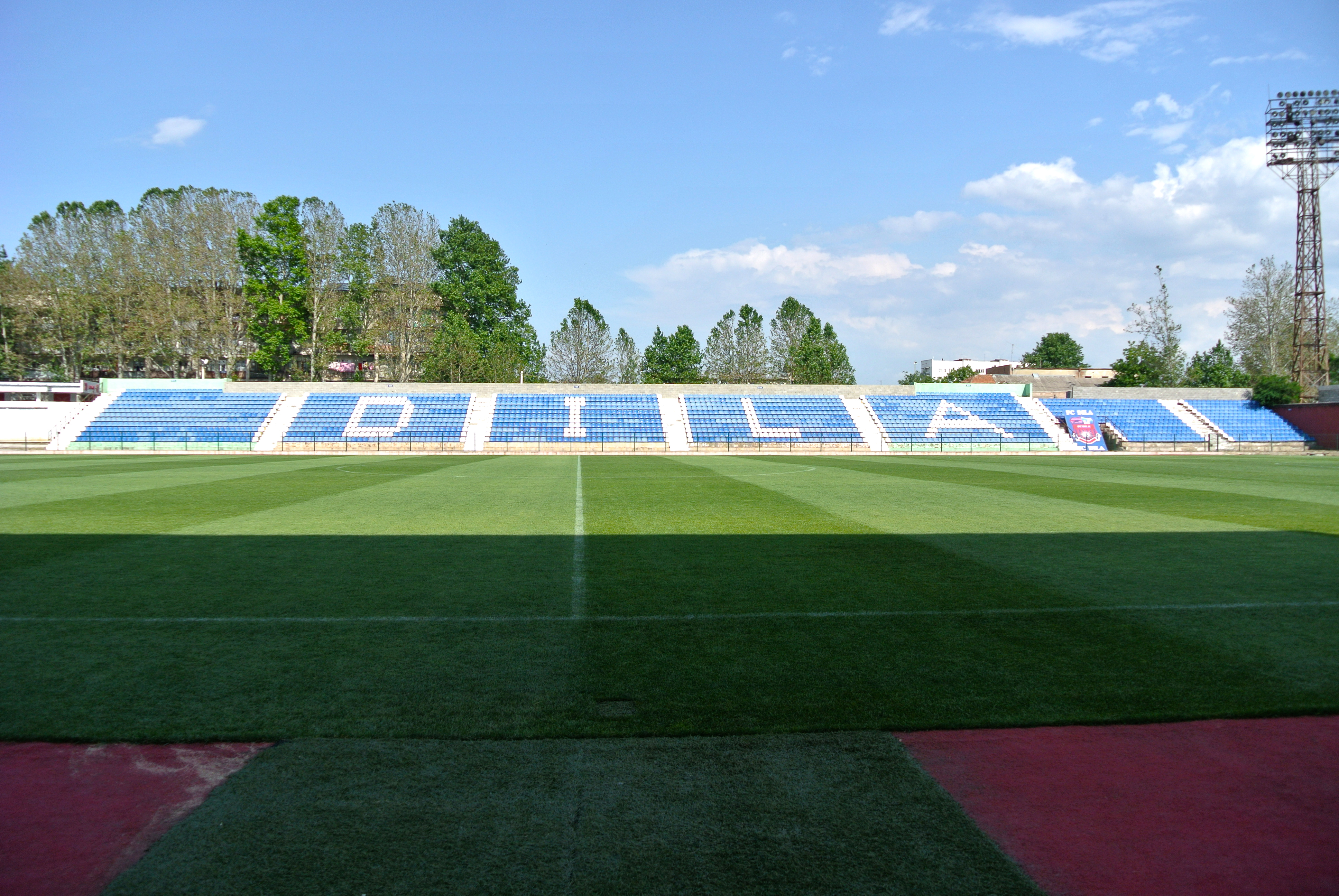
East Stand